# Pál Reizer

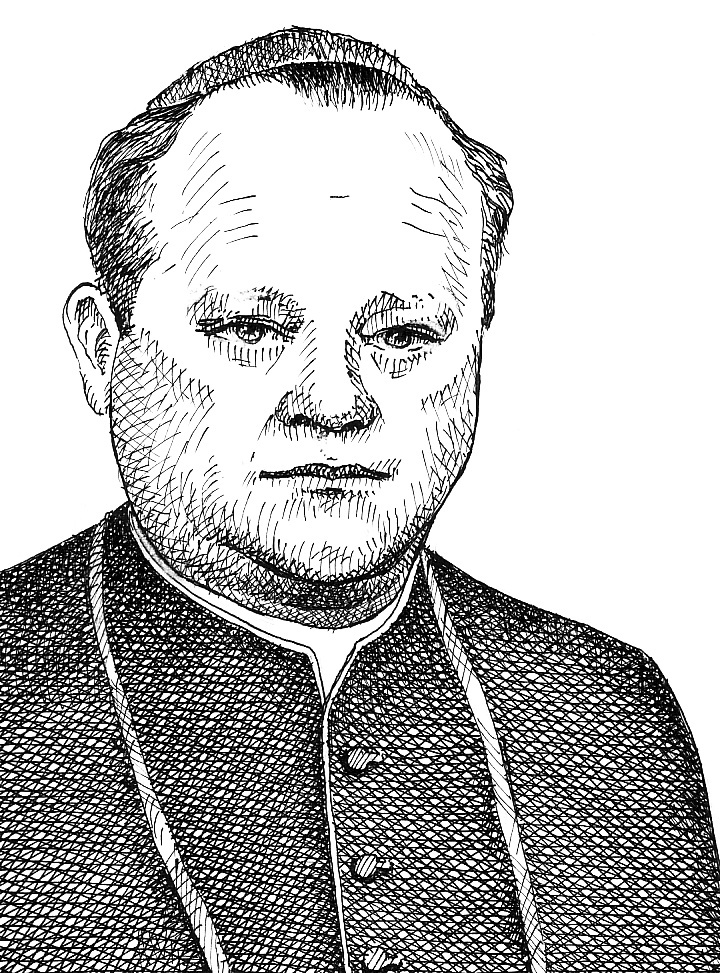
Pál Reizer

Pál Reizer (* 6. Januar 1943 in Túrterebes, Komitat Sathmar, Königreich Ungarn; † 18. April 2002 in Debrecen) war Bischof des Bistums Satu Mare (Sathmar) in Rumänien.

## Leben
Pál Reizer stammte aus Turulung (ungarisch: Túrterebes; deutsch Turterebesch) an der rumänisch-ukrainischen Grenze. Er empfing am 2. April 1967 die Priesterweihe.
Er wurde am 14. März 1990 von Papst Johannes Paul II. zum Bischof von Satu Mare (Szatmár) ernannt. Die Bischofsweihe spendete ihm der Apostolische Delegat in der Russischen Föderation, Erzbischof Francesco Colasuonno, am 1. Mai 1990. Mitkonsekratoren waren der Bischof von Oradea Mare, József Tempfli, und der Weihbischof in Alba Iulia, György-Miklós Jakubinyi.
Er starb am 18. April 2002 und wurde in der Krypta der Christi-Himmelfahrt-Kathedrale in Satu Mare beigesetzt.